# Стабровська Марина Олександрівна
Марина Олександрівна Стабровська (14 квітня 1993) — українська плавчиня. Майстер спорту України міжнародного класу.
Представляє Львівський регіональний центр з фізичної культури і спорту інвалідів «Інваспорт».
Учасник Паралімпійських ігор 2008, 2012 та 2016 року. Бронзова призерка  XIII літніх Паралімпійських ігор 2008 року.Дворазова бронзова призерка чемпіонату світу 2013 року. Бронзова призерка чемпіонату Європи 2014 року.